# VTK
El Kit de herramientas de visualización (VTK) es un sistema de software libre, libremente disponible para la realización de gráficos 3D por computadora, procesamiento de imagen y visualización. VTK consiste en una biblioteca de clases de C++ y varias capas de interfaz interpretadas como Tcl/Tk, Java, y Python.
Kitware, cuyo equipo creó y sigue ampliando el Kit de herramientas, ofrece apoyo profesional y servicios de consultoría para VTK. VTK soporta una amplia variedad de algoritmos de visualización como: escalar vector Euclides, tensor, textura y métodos volumétricos; y avanzadas técnicas de modelado como: modelado implícito, reducción de polígonos, suavizado de malla (mesh smoothing), corte, contorneado y triangulación de Delaunay. VTK tiene un amplio marco de visualización de la información, cuenta con un conjunto de widgets de interacción 3D, soporta el procesamiento en paralelo y se integra con diversas bases de datos de herramientas GUI como Qt y Tk. VTK es multiplataforma y se ejecuta en plataformas Linux, Windows, Mac y Unix. VTK también incluye soporte auxiliar de widgets de interacción 3D, anotación bi y tridimensional y computación paralela. En su núcleo VTK es implementado como un conjunto de herramientas de C++, exigiendo a los usuarios crear aplicaciones  combinado varios objetos en una aplicación. El sistema también soporta ajuste automatizado del núcleo de C++ en Python, Java y Tcl, para que también se puedan escribir aplicaciones VTK utilizando estos lenguajes de programación interpretados.
VTK es mundialmente utilizado en aplicaciones comerciales, investigación y desarrollo, [cita requerida] y es la base de muchas aplicaciones de visualización avanzadas tales como: ParaView, VisIt, VisTrails, 3DSlicer MayaVi y OsiriX.
VTK es un kit de herramientas de código abierto bajo Licencia BSD.

## Historia
VTK fue creado inicialmente en 1993 como software complementario al libro "The Visualization Toolkit: An Object-Oriented Approach to 3D Graphics", publicado por Prentice Hall. El libro y el software fueron escritos por tres investigadores de GE Corporate R&D (Will Schroeder, Ken Martin y Bill Lorensen) en su propio tiempo y con el permiso de GE (por lo tanto la propiedad del software residente con y que continúa residiendo con, los autores). Después de que fue escrito el núcleo de VTK, los usuarios y desarrolladores de todo el mundo comenzaron a mejorar y a aplicar el sistema a problemas reales. En particular, los sistemas médicos de GE y otros negocios de GE gentilmente contribuyeron al sistema. Algunos investigadores, como el Dr. Penny Rheinghans empezaron a enseñar con el libro. Otros partidarios desde el inicio incluyen a Jim Ahrens en los laboratorios nacionales de Los Álamos y partidarios de la industria del petróleo y gas sin nombre, pero generosos. En años recientes, los empleados de Sandia National Labs han sido firmes partidarios y co-desarrolladores con especial atención a la adición de visualización de la información a VTK.
Para apoyar lo que se estaba convirtiendo en una gran comunidad activa y mundial VTK, Ken and Will, junto con Lisa Avila, Charles Law y Bill Hoffman dejaron GE Research para encontrar Kitware Inc. en 1998. Desde entonces, cientos de nuevos desarrolladores han creado lo que hoy es el principal sistema de visualización.
Con la Fundación de Kitware, la comunidad VTK creció rápidamente, y el uso del kit de herramientas se amplió a académicos, investigadores y aplicaciones comerciales.
En 2005, ParaView (basado en VTK) fue utilizado para el renderizado en tiempo real del ataque de un vehículo antiaéreo ruso ZSU-23-4 por una onda plana, con 2,5 miles de millones (millardos) de células de cálculo, en el laboratorio de investigación del ejército de Estados Unidos. VTK también constituye la base de varias colaboraciones entre Kitware y organizaciones nacionales como los laboratorios nacionales Los Álamos y Sandia y Livermore, que utilizan VTK como base para sus necesidades de visualización de datos de gran tamaño.
VTK es también una de las claves de herramientas informáticas para la Alianza Nacional para la computación de imagen médica, la recientemente establecida National Alliance for Medical Image Computing, NA-MIC (http://www.na-mic.org), parte de una iniciativa del NIH para futuras herramientas informáticas.
El trabajo más reciente en VTK incluye una expansión significativa del Kit de herramientas para apoyar la recopilación, procesamiento y visualización de datos informáticos. Este trabajo es apoyado por el Laboratorio Nacional Sandia en el proyecto 'Titán' y representa uno de los primeros esfuerzos concentrados para unificar la visualización científica con funcionalidad informática.

### Aprender más sobre VTK
- Descargar documento técnico de VTK en PDF (con imágenes en color).
- Resumen de características técnicas de VTK.
- Más de 500 ejemplos compilables en la Wiki de ejemplos de VTK

### VTK
- Web de VTK

### Kitware
- (en inglés) Web de Kitware, Inc.
- (en inglés) toolkit insight segmentación y registro (ITK) y Wiki de ITK
- (en inglés) herramientas de visualización de VTK y VTK Wiki Archivado el 20 de marzo de 2022 en Wayback Machine.
- (en inglés) aplicación de visualización paralela (ParaView) y Wiki de ParaView

### Gobierno
- (en inglés) Wiki de la Alianza Nacional para imágenes médicas informáticas (NAMIC)
- (en inglés) Laboratorio Nacional Sandia
- (en inglés) Laboratorio Nacional Los Álamos
- (en inglés) Laboratorio de investigación del ejército de Estados Unidos

### Software relacionado
- (en inglés) Amira Archivado el 18 de octubre de 2000 en Wayback Machine.
- (en inglés) Slicer
- (en inglés) ParaView
- (en inglés) Visit, herramienta de análisis gráfico para la visualización de datos científicos
- (en inglés) VTK Designer, un programa relacionado que usa VTK y Qt para diseñar
- (en inglés) VTK diseñador 2
- (en inglés) VisTrails
- (en inglés) Mayavi
- MeVisLab

### Otros
- ACM SIGGRAPH Archivado el 21 de diciembre de 1996 en Wayback Machine. y Wiki de ACM SIGGRAPH
- Kit de herramientas de visualización en Freshmeat
- La historia de VTK Archivado el 2 de febrero de 2020 en Wayback Machine.
- A good starter (un buen arranque) PDF

- Esta obra contiene una traducción  derivada de «VTK» de Wikipedia en inglés, publicada por sus editores bajo la Licencia de documentación libre de GNU y la Licencia Creative Commons Atribución-CompartirIgual 4.0 Internacional.

- Datos: Q2307285
- Multimedia: Visualization Toolkit / Q2307285